# Intempo
L'Edificio Intempo Benidorm est un gratte-ciel de 192 mètres de haut situé à Benidorm en Espagne. Le dessin de l'immeuble a été officiellement présenté le 19 janvier 2006. Les travaux ont débuté la même année, et l'immeuble devrait être achevé en 2021. En effet, le promoteur ayant fait faillite, les travaux ont été sensiblement ralentis par la crise économique de 2008 qui a très gravement touché le secteur de l'immobilier en Espagne. (NB : il faut généralement moins de quatre ans pour construire un immeuble de cette taille).
L'Intempo comporte des logements dont le prix atteint au minimum 6 000 euros le mètre carré, un niveau très élevé.
Le bâtiment a été conçu par les agences Pérez-Guerras Arquitectos & Ingenieros et Olcina & Raduán Arquitectos.

## Records
C'est le plus haut immeuble de la ville de Benidorm devant le Gran Hotel Bali, le plus haut d'Espagne en dehors de Madrid et l'un des plus hauts du monde pour une ville de moins de 100 000 habitants. Il était prévu initialement que l'immeuble comporte soixante-quinze étages.
Il est le symbole du boom de l'immobilier en Espagne où, dans les années avant la crise de 2008, il se construisait plus de logements par an qu'en France, en Allemagne et au Royaume-Uni réunis, notamment du fait de lois sur la libéralisation de l'utilisation des terrains. Durant cette période une bonne partie des appartements d'Intempo ont été vendus durant des trajets aériens.

## Structure
L'immeuble est composé de deux tours parallèles séparées par un écart de vingt mètres et reliées par un cône entre les étages 38 et 44. De la sorte, il ressemble au nombre 11 et à la lettre M, pour que l'on se souvienne des victimes des Attentats du 11 mars 2004 à Madrid. C'est l'un des rares gratte-ciel de la planète qui a une forme d'arche, et le seul d'Europe avec la Grande Arche de Paris. Des sculptures de goélands sont suspendues entre les deux pans de l'immeuble.
La façade de l'immeuble est en verre, une première pour un immeuble résidentiel à Benidorm.

## Problèmes
Le chantier a connu de nombreux aléas. Le plus marquant est sans doute la révélation faite, alors que 94 % de l'ensemble est édifié, que l'immeuble dispose d'ascenseurs dimensionnés pour une tour de vingt étages, rumeur démentie peu de temps après.
À l'origine, ce projet immobilier qui devait s'achever en décembre 2013 ne prévoyait qu'une vingtaine d'étages, selon la VieImmo.com. Les architectes y avaient évidemment intégré les ascenseurs. Vingt étages supplémentaires ont été ajoutés au projet initial et comportent trois ascenseurs par tour adaptés à l'immeuble, contrairement aux rumeurs qui ont circulé.
L'accès aux véhicules d'urgence a aussi été supprimé par souci d'économie, on en voit les conséquences en 2011, avant même que le chantier soit fini, lorsque treize ouvriers sont blessés dans un accident de monte-charge : les ambulances n'avaient pu accéder au site.